# Gonora
Gonora is een geslacht van vlinders van de familie spanners (Geometridae), uit de onderfamilie Ennominae.

## Soorten
- G. hyelosioides Walker, 1862
- G. paphia Druce, 1893
- G. puhites Druce, 1885
- G. vitrina Druce, 1886